# Guardian Life Insurance Company of America
 (février 2010).
Si vous disposez d'ouvrages ou d'articles de référence ou si vous connaissez des sites web de qualité traitant du thème abordé ici, merci de compléter l'article en donnant les références utiles à sa vérifiabilité et en les liant à la section « Notes et références ».
La Guardian Life Insurance Company of America (GLICOA) fait partie des entreprises du Fortune 300. Elle a été créée en 1860 à New York. C'est la quatrième plus grosse mutuelle de santé aux États-Unis.

## Histoire

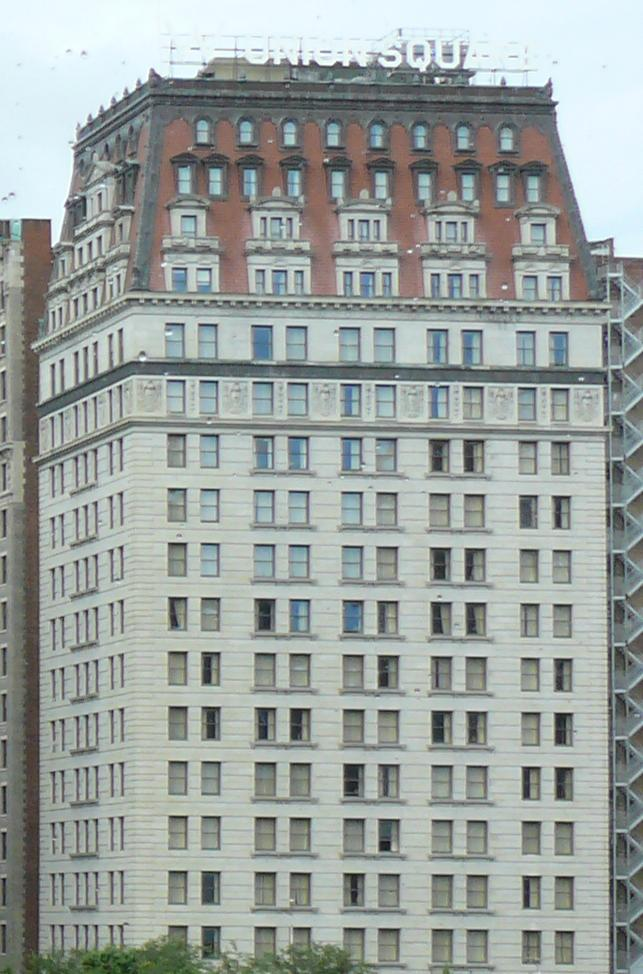
The former Germania/Guardian Life Insurance Building on Union Square.

Le fondateur de la Guardian, Hugo Wesendonck, un juriste allemand défenseur des droits de l'homme, participa à la révolution de 1848-49 et participa à la rédaction de la constitution pour une Allemagne unie. Accusé de trahison, il fuit l'Europe post-révolutionnaire et débarqué aux États-Unis. Avec des fonds de réfugiés allemands, il ouvrit la Germania Life Insurance Company en 1860 à Wall Street à New York, pour couvrir le nombre croissant d'immigrants allemands arrivant sur les rivages américains. Deux ans plus tard, il ouvrit une succursale à San Francisco, et plus tard à travers tous le pays, atteignant le Colorado, le Nouveau-Mexique ou les Dakotas.
En 1868, Germania devint la première entreprise d'assurance américaines à ouvrir une succursale en Europe. Au début du XXe siècle, quasiment la moitié de son activité avait lieu hors des États-Unis, jusqu'à ce que la pression de la Première Guerre mondiale l'oblige à cesser son activité en Europe.
En 1911, l'entreprise fixa son siège à New York à Union Square. En 1917, l'entreprise changea son nom en Guardian (Gardien), en réponse au sentiment anti-germanique durant la Première Guerre mondiale.
En 1999, la Guardian transféra son siège à Wall Street (7 Hanover Square), en transformant son activité vers les services financiers.